# سیمپلیکیوس

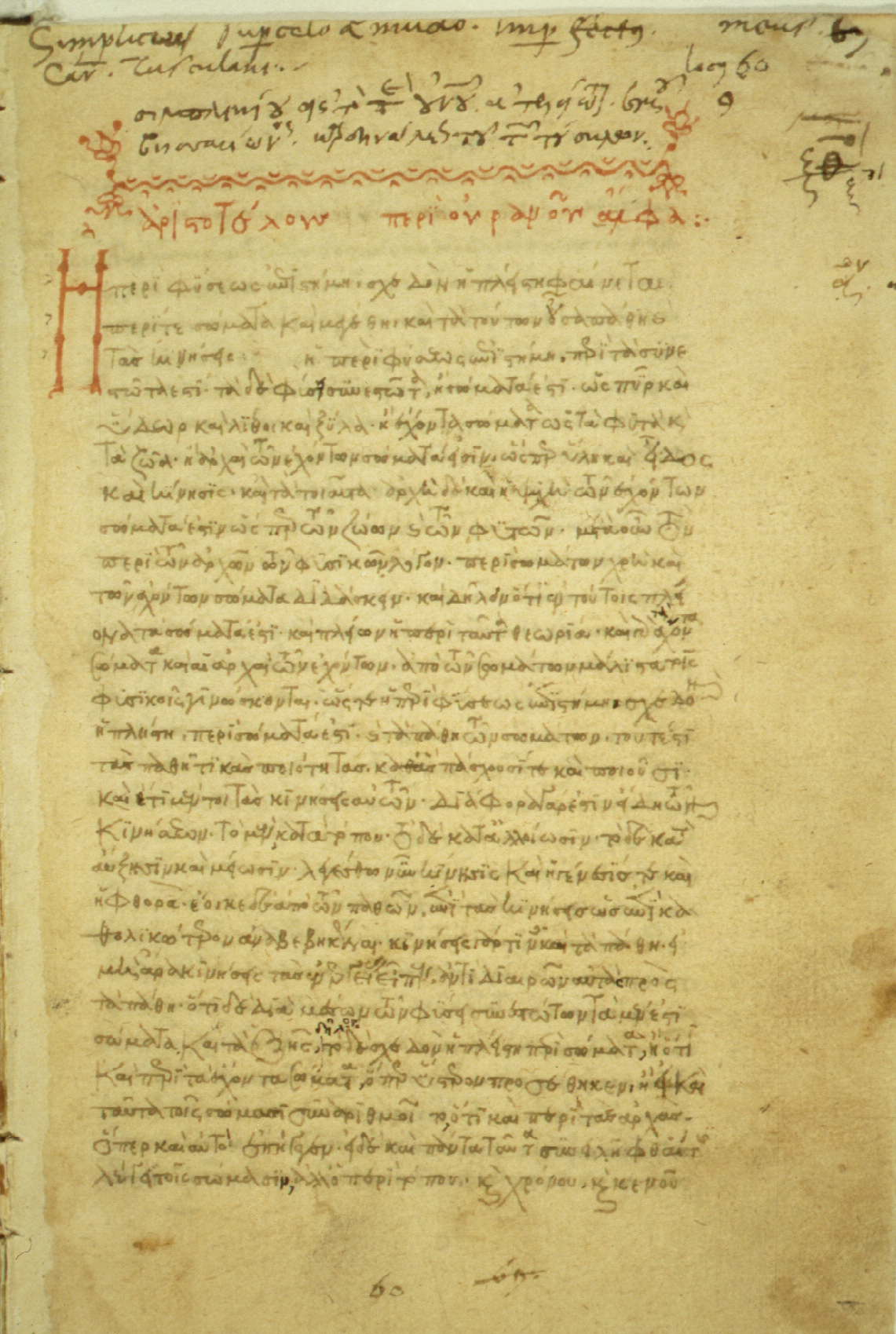
شرحی بر کتاب «در آسمان» ارسطو اثر سیمپلیکیوس (قرن ششم پس از میلاد) -این دست‌نوشته توسط مالک سابق، «کاردینال بساریون»، که خانواده‌اش در رم مرکز مهم مطالعات یونانی بود، امضا شده‌است.

سیمپلیکیوس فیلسوف یونانی و از نوافلاطونیان اخیر بود که در کیلیکیه زاده شد. وی شاگرد آمونیوس و داماسکیوس بود و تا ۵۲۹ میلادی در آتن زندگی می کرد. آن‌گاه تا ۵۳۳ میلادی در دربار خسرو انوشیروان شاه ایران برآمد.
سیمپلیکیوس شروحی بر وجیزهٴ اپیکتتوس و بر بسیاری از آثار ارسطو نوشت (احتمالاً پس از ۵۳۳ میلادی). شروح او بر آثار ارسطو برای تاریخ فلسفه، ریاضیات و نجوم دارای ارزش فراوانی است. وی شرحی نیز بر کتاب اول اقلیدس نوشت.او پایداری اجرام سماوی را ناشی از فزونی نیروی رانش آنها نسبت به گرانش می‌دانست.